# Dietrich Bartels
Dietrich Bartels (* 27. Februar 1931 in Bochum; † 25. August 1983 in Kiel) war ein deutscher Geograph und Hochschullehrer.
Seine 1968 veröffentlichte Habilitationsschrift Zur wissenschaftstheoretischen Grundlegung einer Geographie des Menschen war ein wichtiger Ausgangspunkt fachinterner Auseinandersetzungen hinsichtlich Gegenstand, Erkenntnisinteresse und Methodologie der Geographie und stellt eines der bedeutendsten theoretischen Werke in der deutschsprachigen Geographie nach dem Zweiten Weltkrieg dar. Ausgehend von der Wissenschaftstheorie des kritischen Rationalismus sowie der spatial analysis, einer im englischen Sprachraum einflussreichen Strömung der Geographie, vertrat Bartels selbst dabei – die klassische 'idiographische' Geografie in Gestalt der Länder- und Landschaftskunde kritisierend – den Standpunkt, dass die Wirtschafts- und Sozialgeographie als handlungsorientierte Raumwissenschaft zu betrachten sei, und forderte eine Hinwendung zu analytisch-pragmatischem Denken sowie eine verstärkte Anwendung quantitativer Verfahren innerhalb des Fachs, um quasi-nomothetische Raumgesetze zu formulieren.

## Leben
Dietrich Bartels wurde 1931 als Sohn des Juristen und CDU-Politikers Wolfgang Bartels in Bochum geboren. Nach dem Abitur an der Theodor-Körner-Schule schloss er 1955 ein Studium der Volkswirtschaftslehre an der Albert-Ludwigs-Universität Freiburg mit Diplom ab. Zwei Jahre später promovierte Bartels dann unter Erich Otremba, zu jener Zeit einer der renommiertesten Wirtschaftsgeographen im deutschen Sprachraum, an der Universität Hamburg. Ab 1960 war er dessen wissenschaftlicher Assistent, 1963 folgte Bartels ihm an die Universität Köln. Die Habilitation, ebenfalls von Otremba begutachtet, folgte 1967 mit der wissenschaftstheoretischen Arbeit Zur wissenschaftstheoretischen Grundlegung einer Geographie des Menschen.
Nachdem er von 1967 bis 1970 in Köln als Dozent gearbeitet hatte, wurde er 1970 auf den Lehrstuhl für Kultur- und Sozialgeographie an der Universität Karlsruhe berufen. Er blieb dort für drei Jahre, bevor er 1973 den neu eingerichteten Lehrstuhl für Geographie an der Mathematisch-Naturwissenschaftlichen Fakultät der Universität Kiel einnahm. Ab 1978 gehörte Bartels darüber hinaus dem interdisziplinären Institut für Regionalforschung an der Wirtschafts- und Sozialwissenschaftlichen Fakultät, als deren Dekan er 1980/81 fungierte, an. In der Legislaturperiode des Deutschen Bundestages von 1976 bis 1980 war er Mitglied und zeitweilig stellvertretender Vorsitzender des Beirats für Raumordnung. 1983 starb Bartels nach kurzer Krankheit im Alter von 52 Jahren in Kiel.

## Werk
Im Mittelpunkt von Bartels’ Habilitationsschrift Zur wissenschaftstheoretischen Grundlegung einer Geographie des Menschen steht die mathematisch-systematische Herleitung eines Modells zur räumlichen Gliederung nach dem Prinzip der Klassenlogik, durch die er die Geographie als chorologische Disziplin, das heißt als Raumwissenschaft, zu definieren versuchte. Damit wandte er sich explizit gegen die Synthese von Landschaften als (vermeintlich) wissenschaftliche Methode, mit der sich die deutschsprachige Geographie (Landschaftsgeographie), auf der Suche nach einem ihr eigenen Forschungsgegenstand, sowohl in Hinblick auf andere Wissenschaften als auch auf anderssprachige Denktraditionen innerhalb der Geographie ins Abseits manövriert habe. Bartels diagnostizierte dabei innerhalb des Fachs ein ähnliches Verhältnis zum Regionalismus, wie es innerhalb der Geschichtswissenschaften zum Historismus bestehe, mit der Folge, dass die Herausarbeitung der Einzigartigkeit von Regionen den Bezug auf allgemeingültige Theorien vernachlässige. In der Praxis spiele die Synthese „totaler“ sinnlicher Eindrücke, die Menschen sich von der Welt bilden, als Teil der Alltagserfahrung zwar weiterhin eine Rolle, allerdings lediglich in einer vor- bzw. nachwissenschaftlichen Weise, das heißt sowohl als Abbildung menschlicher „Lebensinteressen“ als auch als Ziel der Darstellung des Fachs.
Das 1968 als Teil der Beiheft-Serie Erdkundliches Wissen der Geographischen Zeitschrift veröffentlichte Werk blieb anfangs wenig beachtet. Als auf dem Deutschen Geographentag in Kiel 1969 die Gestaltung des neuen Diplom-Studiengangs in der Geographie thematisiert wurde, nahmen Studentenvertreter dies zum Anlass, unter Bezugnahme auf Bartels’ Habilitationsschrift die fehlende gesellschaftliche Relevanz landschaftskundlicher Lehre zu problematisieren. Auch in der weiteren Diskussion zu Bartels’ Thesen standen vor allem disziplinpolitische Aspekte im Mittelpunkt, zumal er selbst diese (unter anderem die Anerkennung unüberbrückbarer Gegensätze zwischen Natur- und Kultur- bzw. Sozialwissenschaften) in programmatischer Form im Aufsatz Die Zukunft der Geographie als Problem ihrer Standortbestimmung formuliert hatte.
Bartels’ Nähe zur spatial analysis schlug sich u. a. im mehrheitlich aus übersetzten Aufsätzen englischsprachiger Autoren bestehenden Sammelband Wirtschafts- und Sozialgeographie sowie der Übersetzung von Peter Haggetts Buch Locational Analysis in Human Geography nieder. In seiner wissenschaftstheoretischen Fundierung ging sein u. a. von Hans Albert geprägter Zugang zur Geographie jedoch noch über die spatial analysis hinaus. So war Bartels’ 1970 erschienener Aufsatz Zwischen Theorie und Metatheorie (in einer übersetzten und erweiterten Fassung) sein im englischen Sprachraum wohl am meisten beachtetes Werk. Darin skizzierte er die vier Stufen kritischer Rationalität, die gesellschaftlich verantwortungsvolle Wissenschaft zu beachten habe.
In den folgenden Jahren beschäftigte sich Bartels vor allem mit der praktischen Umsetzung seiner Ideen. Zunächst, insbesondere in seiner Karlsruher Zeit, betraf dies die Geographiedidaktik. 1975 wurde das zusammen mit Gerhard Hard geschriebene Lotsenbuch für das Studium der Geographie als Lehrfach veröffentlicht. Daran schloss sich eine Phase an, in der sich Bartels mit raumordnungspolitischen Fragen auseinandersetzte. In seinen letzten Lebensjahren beschäftigte er sich zudem mit dem Thema des Heimatbewusstseins.

## Wirken
Bartels hatte großen Einfluss auf die Entwicklung der deutschsprachigen Hochschulgeographie und es gelang ihm, mit der Raumwissenschaft einen neuen konzeptionellen Zugang zum Fach zu erschließen. Allerdings wurden die wissenschaftstheoretischen Implikationen seiner Gedankengänge und die hermeneutisch orientierte Art und Weise, mit der er sein Werk trotz des Bruchs mit der Landschaftskunde in das Gesamtwerk der Disziplin einzubetten versuchte, vergleichsweise wenig beachtet, obwohl gerade sie sein Werk etwa von der spatial analysis abhoben. Nur zehn Jahre nach Veröffentlichung von Zur wissenschaftstheoretischen Grundlegung einer Geographie des Menschen wurde bereits beklagt, die von Bartels mitinitiierte Entwicklung sei „auf halbem Wege zum Stillstand gekommen“. Dies zeigte sich nicht zuletzt mit der Veröffentlichung des Buchs Theoretische Geographie von Eugen Wirth, als Bartels auf dessen Versuch, die Länder- und Landschaftskunde mit raumwissenschaftlichen Ideen zu verbinden, mit einem deutlichen Verriss reagierte.
Zudem führte er zu Lebzeiten keinen seiner „Schüler“ zur Habilitation. Bartels begutachtete die Habilitationen von Dietrich Wiebe und Eckart Dege sowie u. a. die Dissertation des späteren Politikers und Diplomaten Yu Woo-ik, die aber allesamt nicht zu seinem engeren „Schülerkreis“ zählten. Als in der Geographie einflussreichster „Schüler“ Bartels’ im weiteren Sinne kann Benno Werlen gelten, der ein Jahr lang dessen Assistent war und das Konzept einer handlungsorientierten Raumwissenschaft zur raumwissenschaftlichen Handlungswissenschaft weiterentwickelte. Die Anwendung quantitativer Methoden in der Geographie zur statistischen Analyse von räumlichen Verbreitungs- und Beziehungsmustern, die nicht zuletzt durch Dieter Steiner bereits zuvor Eingang in die deutschsprachige Geographie gefunden hatte, wurde unter anderem von Gerhard Bahrenberg und Ernst Giese fortgeführt. 1987 erschien eine dem Wirken Dietrich Bartels’ gewidmete Gedenkschrift, die von Bahrenberg und Gerhard Hard herausgegeben wurde.
Kritisiert wurde die Raumwissenschaft vor allem dafür, das Problem nicht nachvollziehbarer Regionalisierungsverfahren zwar zu benennen und auf eine andere Abstraktionsebene zu bringen, letztendlich aber nicht zu lösen: Der Raum wird als das menschliche Handeln determindierender Erklärungsfaktor vorausgesetzt. Statt räumliche Distanzen als Folgen jeweils spezifischer sozialer und wirtschaftlicher Prozesse aufzufassen, bleibt das Bartels’sche Modell im physisch-materiellen Raum verhaftet.

## Veröffentlichungen

### Monographien
- Nachbarstädte: Eine siedlungsgeographische Studie anhand ausgewählter Beispiele aus dem westlichen Deutschland. Bundesanstalt für Landeskunde und Raumforschung, Bad Godesberg 1960 (Dissertation).
- Zur wissenschaftstheoretischen Grundlegung einer Geographie des Menschen. Franz Steiner Verlag, Wiesbaden 1968 (Erdkundliches Wissen – Geographische Zeitschrift, Beihefte Nr. 19, Habilitationsschrift).
- Lotsenbuch für das Studium der Geographie als Lehrfach. Verein zur Förderung regionalwissenschaftlicher Analysen, Bonn/Kiel 1975 (mit Gerhard Hard).

### Sammelbände
- Wirtschafts- und Sozialgeographie. Kiepenheuer & Witsch, Köln 1970.
- Lebensraum Norddeutschland. Universität Kiel, Kiel 1984, ISBN 3-923887-03-5 (Kieler geographische Schriften Nr. 61, hrsg. mit Ulf Hahne).

### Aufsätze (Auswahl)
- Die Zukunft der Geographie als Problem ihrer Standortbestimmung. In: Geographische Zeitschrift 56, Nr. 2, 1968, ISSN 0016-7479, S. 124–142.
- Türkische Gastarbeiter aus der Region Izmir: Zur raumzeitlichen Differenzierung der Bestimmungsgründe ihrer Aufbruchsentschlüsse. In: Erdkunde 22, Nr. 42, 1968, ISSN 0014-0015, S. 313–324.
- Theoretische Geographie: Zu neuerer englischsprachiger Literatur. In: Geographische Zeitschrift 57, Nr. 2, 1969, ISSN 0016-7479, S. 132–144.
- Geographische Aspekte sozialwissenschaftlicher Innovationsforschung. In: Wolfgang Meckelein und Christoph Borcherdt (Hrsg.): Deutscher Geographentag Kiel 1969, Franz Steiner Verlag, Wiesbaden 1970, S. 283–298 (Deutscher Geographentag: Tagungsbericht und wissenschaftliche Abhandlungen Nr. 37).
- Zwischen Theorie und Metatheorie. In: Geographische Rundschau 22, 1970, ISSN 0016-7460, S. 451–457 (englisch Between theory and metatheory. In: Richard J. Chorley (Hrsg.): Directions in Geography. Methuen, London 1973, S. 23–42).
- Schwierigkeiten mit dem Raumbegriff in der Geographie. In: Geographica Helvetica, Beiheft 29, Nr. 2/3, 1974, ISSN 0016-7312, S. 7–21.
- Die Abgrenzung von Planungsregionen in der Bundesrepublik Deutschland – eine Operationalisierungsaufgabe. In: Akademie für Raumforschung und Landesplanung (Hrsg.): Ausgeglichene Funktionsräume: Grundlagen für eine Regionalpolitik des mittleren Weges. Schroedel, Hannover 1975, ISBN 3-507-91508-1, S. 93–115 (Veröffentlichungen der Akademie für Raumforschung und Landesplanung: Forschungs- und Sitzungsberichte Nr. 94).
- Raumwissenschaftliche Aspekte sozialer Disparitäten. In: Mitteilungen der Österreichischen Geographischen Gesellschaft Nr. 120, 1978, ISSN 0029-9138, S. 227–242.
- Theorien nationaler Siedlungssysteme und Raumordnungspolitik. In: Geographische Zeitschrift 67, Nr. 2, 1979, ISSN 0016-7479, S. 110–146.
- Die konservative Umarmung der „Revolution“: Zu Eugen Wirths Versuch in 'Theoretische Geographie'. In: Geographische Zeitschrift 68, Nr. 2, 1980, ISSN 0016-7479, S. 121–131.
- Menschliche Territorialität und Aufgabe der Heimatkunde. In: Wolfgang Riedel (Hrsg.): Heimatbewußtsein: Erfahrungen und Gedanken, Husum Druck- und Verlagsgesellschaft, Husum 1981, ISBN 3-88042-150-1, S. 7–13.

### Sonstiges
- Peter Haggett: Einführung in die kultur- und sozialgeographische Regionalanalyse. Aus dem Englischen von Dietrich Bartels sowie Barbara und Volker Kreibich. W. de Gruyter, Berlin / New York 1973, ISBN 3-11-001630-3 (englisch Locational Analysis in Human Geography. Edward Arnold, London 1965).